# San Babila ore 20 un delitto inutile
San Babila ore 20 un delitto inutile je italský film z roku 1976, který natočil režisér Carlo Lizzani.
Film pojednává o skupině mladých neofašistů, kteří se scházejí na náměstí milánském náměstí San Babilo. Hlavní postavy filmu jsou vylíčeny jako mladí lidé, z nichž má každý nějaký osobní problém. Ačkoliv je film jednoznačně levicově orientován, jsou v něm do určité míry karikováni i italští komunisté. Děj filmu končí vraždou dvojice mladých levicově smýšlejících lidí a chvílí, která předchází zatčení hlavních protagonistů.
Velkou část rolí hráli ve filmu neherci. Film byl uveden i s českými titulky pod názvy San Babilo - 20 hodin, San Babila: 20.00 hodin atd.